# マンテカーダ
マンテカーダ(Mantecadas)は、マフィンに似たスペインのスポンジケーキ状のペイストリーである。スペイン北西部のものが良く知られ、アストルガ、レオン県及びマラガテリア周辺では伝統となっている。味はパウンドケーキに近い。
スペインの他の地域でもマンテカーダが作られており、バリャドリッド県サルドン・デ・ドゥエロやカンタブリア州マリアニョには工場がある。トゥデラには、Sardon de Dueroというマンテカーダで有名なパン屋があったが、2011年1月に閉店した。
マンテカーダは、マフィンのような丸形の紙カップではなく、"cajillas"と呼ばれる底が正方形又は長方形の箱型の紙に入れて焼き、紙から取り出す時には、特徴的な十字のシルエットを残す。
コロンビアやベネズエラにもマンテカーダとして知られるケーキがあるが、ここでは大きく焼いた後にカットする。
メキシコや南アメリカ各国では、小さなマンテカーダをパックして売っている。より密度が高くスポンジ状ではないポルボロン（マンテカードとも呼ばれる）とは異なる。

## アストルガのマンテカーダ
最も有名なマンテカーダは、Mantecadas de Astorgaという名前でアストルガで作られているものである。材料は、鶏卵、小麦粉、バター、砂糖である。バターは必須で、ビスコッチョやマフィンとの違いを生み出している。欧州連合の地理的表示制度に保護されている。